# Lamar Nelson
Lamar Delmarro Nelson, né le 19 août 1991, est un footballeur international jamaïcain.

## Carrière
Nelson commence à jouer dans l'équipe du Harbour View avant de partir pour le Arnett Gardens.
Le 10 décembre 2012, il fait ses débuts en équipe nationale lors de la coupe caribéenne des nations, contre la Martinique.